# فرانشيسكو توتي
فرانشيسكو توتي (بالإيطالية: Francesco Totti) (مواليد 27 سبتمبر 1976) هو لاعب كرة قدم إيطالي معتزل يلعب في خط الوسط، لعب مع نادي روما ومنتخب إيطاليا لكرة القدم. كان يستطيع اللعب كصانع ألعاب أو وسط ملعب متقدم أو مهاجم ثاني، فرانشيسكو توتي لعب طوال مسيرته المهنية في نادي روما وهو اللاعب الأكثر مشاركة في تاريخ النادي الإيطالي ويعتبر أحد أفضل لاعبي جيله، وقد تم اختيار فرانشيسكو توتي من قبل بيليه في قائمة أعظم 125 لاعب كرة قدم حي وذلك في احتفال مرور 100 عام على الاتحاد الدولي لكرة القدم انهالت عليه عروض من اندية عالمية مثل ريال مدريد وبرشلونة الإسبانيين ومانشستر يونايتد الإنجليزي وميلان الإيطالي، ولكنه رفض حبا لنادي روما الإيطالي. أعلن اعتزاله اللعب نهائيا مع نهاية موسم 2016–17 حيث ترك سجلا حافلا بالإنجازات مع نادي روما وهو الهداف التاريخي للنادي ، وعمل بعد اعتزاله اللعب مع إدارة نادي روما.
كان توتي من محبي كرة القدم المتحمسين منذ طفولته، وانضمّ إلى صفوف شباب روما في عمر 13 عامًا، ويُعتبر واحداً من أكثر لاعبي روما شهرةً منذ أكثر من عقدين. بدأ توتي اللعب كلاعب خط وسط مهاجم، ولكنّه لعب أيضًا مهاجمًا لكلٍّ من ناديه وبلده خلال مسيرته الناجحة. وقد كان أحد الأسماء الأساسيين في الفريق الإيطالي الفائز بكأس العالم في ألمانيا عام 2006 وهو صانع ألعاب المنتخب.
أمضى توتي مسيرته الكروية الكاملة في صفوف روما، ففاز بلقب الدوري الإيطالي، ومرتين بكأس إيطاليا، ومرتين بكأس السوبر الإيطالي. وهو ثاني أفضل هداف على الإطلاق في تاريخ الدوري الإيطالي برصيد 250 هدفاً، وهو سادس أعلى سجل إيطالي في جميع المسابقات حيث سجل 316 هدفاً، ويحمل الرقم القياسي لمعظم الأهداف المسجلة في دوري الدرجة الأولى للاعب في نادي واحد، كما يحمل الرقم القياسي لأصغر قائد للنادي في تاريخ دوري الدرجة الأولى.
توتي صانع ألعاب هجوم مبدع مشهور برؤيته، وأسلوبه الفني، وقدراته على تسجيل الأهداف، يعتبر توتي واحدا من أعظم اللاعبين الإيطاليين في كل العصور، ويعد من أكثر اللاعبين الموهوبين في جيله.

## نشأته وحياته
ولد فرانشيسكو في بلدة بورتا ميترونيا الواقعة في مدينة روما بتاريخ 27 سبتمبر 1976 للأبوين فيوريللا ولورينزو وله أخ يدعى ريكاردو وقد بدأ شغفه بكرة القدم مبكرا حتى أنه كان لا يفارقها حتى أثناء نومه وكان يتابع المباريات بدلا من متابعة أفلام الكارتون مثل باقي الأطفال مما جعل الأب ينتبه لتلك الموهبة عند ابنه وينوي رعايتها وتطويرها. بعد بلوغه سن الخامسة وأثناء العطلة اصطحبه والده لدورة كرة قدم صيفية وطلب من إحدى الفرق السماح للولد الصغير أن يلعب معها ولو لدقائق قليلة ليروج عن نفسه لكن الفريق رفض الأمر نظرا لصغر حجم ونحافة توتي إلا أن إصرار الأب أجبرهم على قبول وجوده في الملعب لتكون بداية توتي مع كرة القدم الفعلية والمثير أنه في ذلك اليوم تألق وأحرز هدفين فرفض زملاؤه في الفريق خروجه بل دعوه ليكمل معهم الدورة وبالفعل لعب معهم مبارتين فيما بعد ليتأكد لدى الأب شعوره بموهبة ولده الكبيرة وتزيد رغبته في إخراج تلك الموهبة للنور.
تقول أمه فيوريلا ان فرانشيسكو لم يكن يترك الكرة من يده أبدا فهو يأكل ويشرب والكرة بحوزته ويخرج للأهل والجيران والكرة معه حتى عندما كان يذهب للنوم تكون الكرة هي رفيقته حتى الصباح وكانت والدته تحرص على خروجه من المنزل للعب ليبتعد عن جو المرض الذي أصاب جده وجدته وحتى لا يراهما وهما يعانيان ومع مرور الوقت أصبح يلعب بالكرة الجلدية وعند بلوغه سن الخامسة لعب توتي مباراته الأولى مع بعض الصبية الصغار عندما كان برفقة والده في نزهة على الشاطئ حيث طلب توتي أن يلعب مع الأطفال ولو لبضعة دقائق ولكنهم رفضوا طلبه ومع إصرار والده على مشاركة ابنه لهم لعب توتي أول مباراة له واستطاع تسجيل هدفين بعدها أصبح يطلب من الأشقر الصغير عدم مغادرة الفريق بحكم موهبته في المراوغة وتسجيل الأهداف.

## مسيرته الكروية

### بدايته المبكرة

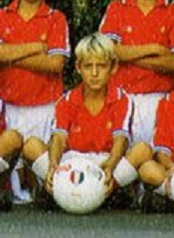
توتي في سن العاشرة في عام 1986.

سجل توتي في نادي فورتيتودو القريب من بيته وهو في الخامسة من عمره وكان أصغر أعضاء النادي سنا وأفضلهم لعبا للكرة. ولعل أكثر ما يميز توتي عن غيره من الأطفال هو ما قالته والدته فيوريلا ان ولع توتي بالكرة وحديثه عن نجوم الكرة وتفضيله مشاهدة مباريات كرة القدم على مشاهدة الرسوم المتحركة هو أمر لم يشاركه فيه أحد من الأطفال وهو أمر كان يدعو للتوقع بوجود موهبة تحتاج للمتابعة والتنمية في هذا الطفل الصغير.
نادي فوروتيدو كان الخطوة الأولى لتوتي حيث التحق به نظرا لقربه من بيته ورغم أنه كان الأصغر بين زملائه إلا أن قدراته الكبيرة كانت بارزة خاصة في مجال التحكم في الكرة والمراوغة والتمرير وهنا ازداد عشق وتعلق الولد الصغير بكرة القدم حتى أنه كان بعد التدريب يتفرغ لمتابعة المباريات بدلا من اللعب مع أصحابه.
بالفعل حدث كل ما توقعه الوالدان وأصبح توتي اللاعب الأول في روما وإيطاليا من حيث المهارة وتسجيل الأهداف وفي الثامنة من عمره ارتدى توتى قميص نادي سميت تراستيفيري أحد الأندية في العاصمة روما 
بعد بروز توتي وتفجر موهبته في كرة القدم بدأت الأندية الإيطالية تتهافت عليه لكن نادي لوديجياني تمكن من اقناع والده بتسجيله به ويعد ذلك النادي محطة هامة في مسيرة فرانشيسكو حيث أنه قابل هناك اميديو مورينو الذي يعد صاحب تأثير كبير على توتي داخل وخارج عالم كرة القدم وكان ذلك في العالم 1986، في تلك الأيام كان توتي يتابع مباريات روما من مدرجات الملعب الأولمبي مع اخاه ريكاردو وأعمامه مما خلق به الحب والولع بنادي العاصمة.
بعد موسمين قضاهما توتي مع لوديجياني تفجرت خلالها مواهبه بدرجة كبيرة كانت الحاجة لخطوة جديدة وهامة وهي الانتقال لأحد ناديي المدينة الكبار روما أو لاتسيو وهنا كان خيار نادي لوديجياني هو إرسال توتي لنادي لاتسيو حيث تربط الناديين علاقات ودية ورسمية تحتم ذلك ولكن أفراد عائلة توتي خاصة والدته وأميديو مورينو رفضوا ذلك الأمر تماما وضغطوا بقوة حتى نجحوا بنقل توتي لنادي روما بل أنهم رفضوا عرضا قياسيا لانتقاله لنادي الميلان في مدينة ميلانو شمال إيطاليا مفضلين التحاقه بنادي العاصمة الذي تنتمي له العائلة بالكامل وكانت تلك الخطوة عام 1989 هي الأبرز والأهم في تاريخ تلك العائلة التي كان ولدها سببا في اكتسابها شهرة وحب وتقدير العديد والعديد من عشاق توتي.

### روما

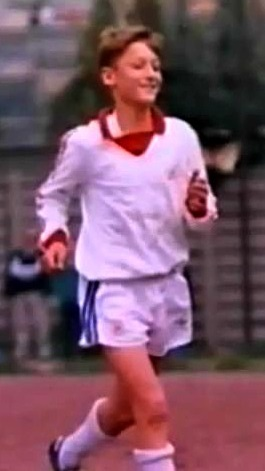
توتي بقميص لوديجياني في عام 1989.

توتي بدأ مع روما بعمر 13 عام فقط ضمن فريق الناشئين بالنادي وتدرج في صفوف ناشئي روما متدربا تحت يدي عديد المدربين الذين أشادوا به وبقدراته بشكل كبير وكان الولد الصغير معجبا وقتها بالنجم الألماني رودي فولر وقائد الفريق الأول جيانيني حتى أنه كان يعلق له صورة كبيرة في غرفته، في عامه ال14 حظي توتي وباقي فرق الناشئين بالنادي بفرصة مقابلة رئيس النادي دينو فيولا لتكريمهم نظرا لتحقيقهم نتائج طيبة في مسابقات الناشئين في إيطاليا وهنا تكلم الرئيس فيولا مع توتي قائلا له «سمعت أنك لاعب ممتاز وأنا في انتظارك مستقبلا»، كانت لتلك الكلمات وقع السحر على توتي مما زاد من حماسه واصراره على النجاح فاختير في نهاية العام أفضل لاعب في دوري الناشئين الإيطالي.
موسم 1992–1993 هو الموسم الذي لن يمحى من ذاكرة توتي حيث شهد المشاركة الأولى للاعب في الفريق الأول وكانت أمام نادي بريشيا في 28 مارس 1993 وانتهت بفوز روما بهدفين دون مقابل وكان اختياره لتمثيل الفريق الأول نتيجة قيادته لفريق الناشئين للفوز ببطولة الدوري والكأس الخاصة بالناشئين في إيطاليا وقد منحه المدرب بوسكوف تلك الفرصة وأشركه في مباراة أخرى لكنه لم يسجل أيضا
بعد مرور ثلاثة سنوات على انضمامه إلى فريق شباب نادي روما استدعى المدرب فويادين بوشكوف فرانشيسكو توتي لأول مرة في مع الفريق الأول لكرة القدم في عمر بلغ 16 عاماً، وقد دفع به في مباراة بريشيا بعد الانتصار 2–0 في 28 مارس من العام 1993.
في المواسم التالية، أصبح توتي لاعب في التشكيلة الأساسية لنادي روما، وقد نجح في احراز هدفه الأول في تاريخ 24 سبتمبر/أيلول من العام 1994 في مباراة انتهت نتيجتها 1–1 امام فريق نادي فوجيا. وفي العام التالي 1995 أصبح فرانشيسكو توتي يلعب بشكل أساسي مع فريق روما واحرز 16 هدف.

#### قيادة روما
حمل توتي شارة قائد في فريق روما موسم 1997 وقد أصبح شيئا فشيئا يعترف به كرمز في نادي روما والعاصمة روما، ومع قيادة المدرب التشيكي زدينيك زيمان فريق روما والذي كان يلعب بخطة 4–3–3 لعب فرانشيسكو توتي فيها كجناح ايسر وقد احرز توتي 30 هدف تحت قيادة زدينيك زيمان فريق روماخلال موسمين. ومع كل ذلك لم يتم استدعاء فرانشيسكو توتي إلى كأس العالم 1998 المقامة في فرنسا، احرز جائزة أفضل لاعب شاب في الدوري الإيطالي موسم 1998–1999.

#### موسم 1999–2000
كان موسماً مميزا لتوتي، تحت قيادة المدرب فابيو كابيللو، حيث احتل روما المركز الأول، وسجل توتي 7 أهداف وصنع 27 هدف كان أغلبها من نصيب زميليه ماركو دل فيكيو وفينتشينزو مونتيلا، بواقع 12 تمريرة لمونتيلا و 7 تمريرات لدلفيكيو هزت شباك الخصوم، فيما توزعت بقية التمريرات على بقية ذئاب روما.
وبنهاية الموسم حصل فرانشيسكو توتي على جائزة أفضل لاعب إيطالي لموسم 1999–2000، وحل اسمه في المركز الخامس لترشيحات جائزة الكرة الذهبية وقد أصبح محبوب الجماهير الإيطالية الأول، حيث أصبح وجوده مهم جدا علي أرض الملعب حيث أصبح يشعر الجميع بأن فرانشيسكو توتي أصبح الرقم واحد في نادي روما عند مشجعي روما وذلك بسبب مهاراته العالية داخل الملعب.

#### بطل الدوري
موسم 2000–01 استلم فابيو كابيلو تدريب روما وكان عليه ان يعيد بناء فريق جديد للمنافسة علي البطولة قرر من تغير مركز فرانشيسكو من لاعب جناح أيسر في الهجوم إلى وسط مهاجم (صانع العاب) لاستغلال قدراته المهارية وكان للتغير أثر إيجابي على توتي الذي أبدع في كافة المراكز التي لعب فيها.
صنع فرانشيسكو توتي في مكانه الجديد 20 هدفاً وأحرز 13 هدف حيث ساعد بها فريق روما لأحراز الدوري الإيطالي الأول له كلاعب واللقب الثالث في تاريخ نادي روما بتاريخ 17 يونيو/حزيران 2001  واحرز هذف واحد في كأس السوبر الإيطالي والتي انتهت نتجتها 3–0 ضد فريق فيورنتينا.
كان الفريق قوياً ومتماسكةً، يملك قوة ضاربة بالهجوم متمثلة بباتستوتا، الذي سجل 20 هدفا بالإضافة إلى الدوليان الايطاليان مونتيلا وديلفيكيو والأرجنتيني الخبير بالبو وخلفهم صانع الألعاب القائد فرانشيسكو توتي، إضافة لبعض العناصر المهمة بالفريق مثل الظهير البرازيلي الطائر كافو والظهير الآخر الفرنسي كانديلا إضافة إلى الصخرة الدفاعية الأرجنتينية سامويل والمدافع البرازيلي الشهير الدايير وبخط المنتصف كان هناك عدة نجوم مثل الياباني ناكاتا والبرازيلي ايمرسون، وكان يفوز غالباً، بما في ذلك لقاء ذهاب الدربي (لاتسيو – روما 0–1، بهدف عكسي لمدافع لاتسيو باولو نيغرو)، وكان الفريق بطل الشتاء بفارق 6 نقاط أمام الملاحقين. وجاءت نقطة التحول في 6 مايو 2001، تاريخ لقاء القمة في ملعب ديلي ألبي ضد يوفنتوس المنافس الرئيسي لروما وقد انتهى الشوط الأول بتأخر روما 2–0، ولكن روما عاد بقوة في الشوط الثاني فسجل أولا عبر ناكاتا، وأدرك مونتيلا التعادل والمباراة تلفظ أنفاسها الأخيرة. وبحلول الجولة الأخيرة كان روما متقدماً بفارق نقطتين، بالتالي فالفوز يضمن له اللقب عندما يقابل بارما بالملعب الأولمبي بروما في 17 يونيو 2001. وهذا ماحدث بفوز بنتيجة 3–1، بثلاثية سجلها رموز الموسم: قائد الفريق فرانشيسكو توتي، ورأس الحربة الأرجنتيني باتستوتا، والمهاجم فينشنزو مونتيلا.

#### الاستمرار مع روما

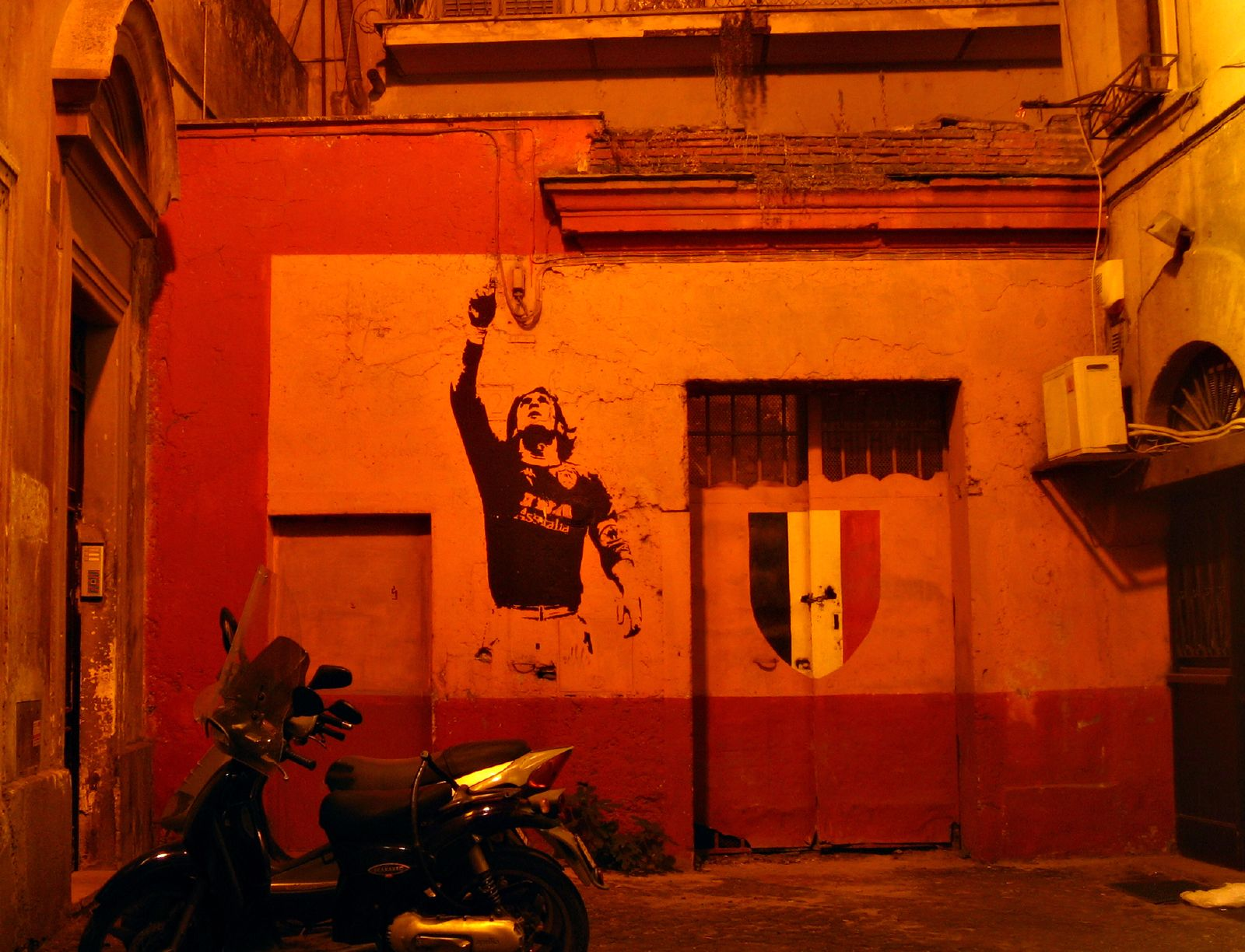
توتي مرسوم على أحد الجدران في روما.

في السنوات التالية لعب فرانشيسكو توتي كمهاجم ثاني في خطة 3–5–2 وقد احرز 20 هدف في موسم 2003–2004 وقد جاءفريق روما وصيف أي.سي.ميلان في ذلك العام وقد احرز فيها توتي لقبه الشخصي الثاني الي جائزة أفضل لاعب إيطالي على الرغم من خيبة الامال له موسم 2004–05 عندما رأى فابيو كابيلو يتوجه الي تدريب يوفنتوس الإيطالي حيث نزل الفريق الي المركز الثامن وقد مر علي فريقروما أربعة مدربين موسم 2004–2005، ولكن بقي مستوي فرانشيسكو توتي تابثا هجوميا حيث احرز 15 هدف واحرز هدفه الرقم 100 في دوري إيطالي ضد انتر ميلان في 3،أكتوبر/تشرين،2004 والتي انتهت بنتيجة 3–3 وبعد شهرين في يوم 19 ديسمبر 2004 أصبح أفضل هداف في تاريخ نادي روما بعد تسجيله هدفه الرقم 107 في شباك فريق بارما وقد كسر رقم الاعب روبيرتو بروتسو.
انهالت على فرانشيسكو توتي العروض من اندية عالمية مثل نادي ريال مدريد ونادي برشلونة الإسبانيين ونادي مانشستر يونايتد الإنجليزي ونادي إيه سي ميلان الإيطالي، لكنه رفض وجدد عقده مع نادي روما.

#### موسم 2005–06
مدرب روما الجديد لموسم 2005–06 لوتشيانو سباليتي والذي اعتمد علي خطة 4–2–3–1 غير المدرب من موقع توتي حيث أصبح مهاجماً صريحاً وهذا ما زاد من فاعلية توتي الهجومية، حيث كان فرانشيسكو توتي يلعب مهاجم ولكنه لا يبقي في الامام بل يرجع الي منتصف الملعب لكي يأخد الكرة ويبدأ ببناء الهجمات من جديد وهكذا يخلق المساحات للاعبين الوسط المتقدمين سوء من العمق أو من الأطراف وقد تأقلم كثير مع هذا المركز الجديد فقد أصبح يحرز اهداف أكثر من السابق، وقد احرز 15 هدف في 24 مباراة اتناء فوز فريق روما في 11 مباراة متتالية. في 19،فبراير/شباط،2006 تعرض الي كسر في قدمه اليسرى أثناء مباراة فريقه مع فريق إمبولي بعد تدخل قوي من اللاعب ريكارد فانيلي وقد عانى فرانشيسكو توتي من خطر التغيب عن كأس العالم 2006، لكن عاد وتعافي من الإصابة في 11،مايو/مايس،2006 حيث لعب كبديل في نهائي مسابقة كأس إيطاليا التي هزم فيها 3–1 امام انتر ميلان، وقد تم تركيب صفيح معدني في كاحل فرانشيسكو توتي أثناء العملية الجراحية، وقرارو الأطباء ان يزيلو ذلك الصفيح وان لا يبقي في قدمه بعد عودته من جديد، حتي لا يتعرض الاعب الي مضعفات جانبية.

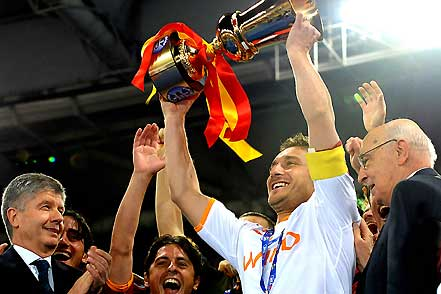
توتي حاملاً كأس إيطاليا 2008

موسم 2006–07 كان فرانشيسكو توتي مستوي عالي من الأداء كما أنهي موسمه كهداف ل دوري إيطالي وانهي فريق روما كوصيف الي انتر ميلان ولكنهم انتقمو منهم في وحصلو علي لقب كأس إيطاليا لعام 2007 وقد تحصل فرانشيسكو توتي علي جائزة الحذاء الذهبي الاوربي كأفضل هداف في أوروبا ذلك العام، ومع ذلك لم يتم اختيارة من الأسماء المرشحة لجائزة الكرة الذهبية لعام 2007 وقد رشح الي جائزة أفضل لاعب في أوروبا وحل في المركز 10 من خلال التصويت. أحرز فرانشيسكو توتي هدفه رقم 200 مع فريق روما في مسابقة كأس إيطاليا عندما فازو بنتيجة 4–0 في تورينو 16 يناير 2008 وقد حصل علي جائزة أفضل لاعب إيطالي للمرة الخامسة في تاريخه 28 يناير من نفس العام، وقد عانى من آلام في ركبته اليمنى في مباراته مع ليفورنو بتاريخ 19 أبريل، وكشفت الأشعة أنه يعاني من إصابة في الرباط الصليبي السابق ويتطلب ذلك عملية جراحية وقد غاب بسببها أربعة أشهر.
فاز مع فريق روما ب كأس إيطاليا التاسعة في تاريخ النادي علي فريق انتر ميلانو بتاريخ 24 مايو ولكن فرانشيسكو توتي لم يلعب بسبب الإصابة، ولكنه قام بحمل الكأس في لقطة طريفة جداً تنبه بحبه الكبير الي نادي روما وقال فرانشيسكو توتي، حمل الكأس يعطيني رضي كبير الي نفسي لان المناصرين يستحقون هذا الكأس، وبهذا الفوز أصبح فرانشيسكو توتي أكثر لاعب حصولاً علي الألقاب في تاريخ نادي روما.

#### موسم 2008–09

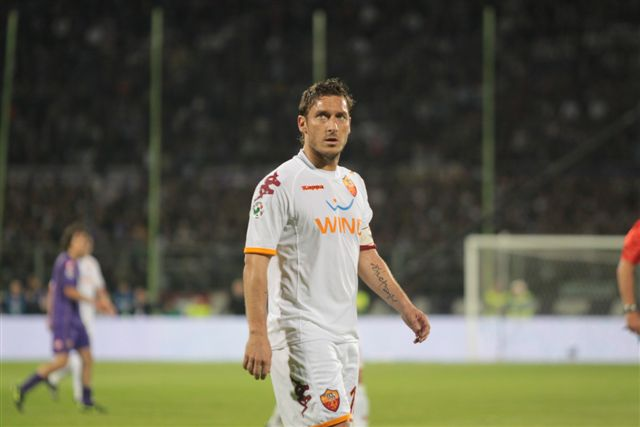
توتي في مباراة أمام فيورينتينا عام 2009

تعافى توتي من الإصابة وشارك في مباراة نهائي كأس السوبر الإيطالي التي أقيمت في يوم 24 أغسطس سنة 2008؛ وبعد انتهاء المباراة والوقت الإضافي بالتعادل الإيجابي (2–2) ضد فريق إنتر ميلان، لعب الفريقان ركلات الترجيح، وقد اضاع توتي ركلته، مما سمح لخافيير زانيتي بالتسجيل بعد ذلك والفوز بركلات الترجيح والمباراة لصالح فريق الإنتر.
وفي 8 نوفمبر 2008، ظهر توتي للمرة الاربعمائة في دوري الدرجة الأولى الإيطالي، في مباراة تعادل فيها فريق روما 1–1 بعيدا عن ارضه ضد فريق بولونيا، وقد سجل توتي الهدف الافتتاحي لهذه المباراة. وفي وقت لاحق من نفس الشهر، ساعد توتي فريقه على الفوز على لازيو في مباراة الديربي بروما، فقد ساعد جوليو بابتستا على تسجيل هدف الفوز بالمباراة.
استمر اداء توتي الجيد بعد ذلك حيث ساعد ميركو فوتشينيتش على تسجيل الهدف الأول في مباراة الدوري ضد فريق ليتشي في 23 نوفمبر، في حين سجل هو الهدف الثالث في المباراة والتي انتهت لصالح فريق روما (3–0)، كما انه سجل ركلة حرة في المباراة التي فاز فيها فريق روما 3–1 بعيدا عن ارضه ضد فريق سي إف آر كلوج في دوري أبطال أوروبا وذلك في وقت لاحق من نفس الأسبوع، يوم 27 نوفمبر. وسجل أيضا الهدف الثاني في المباراة التي فازت فيها روما 2–0 ضد فريق بوردو، يوم 10 ديسمبر، والتي ضمنت تأهل فريق روما إلى الجولة 16 من المسابقة. وفي يوم 19 أبريل سنة 2009، سجل توتي هدفه رقم 175 في الدوري وذلك في المباراة التي فازت فيها روما على ارضها، 3–2 على فريق ليتشي، متجاوزا أميديو أمادي كأفضل هداف في فريق روما. وبهذا الهدف، أصبح توتي أيضا واحداً من العشرة لاعبين الأوائل الأكثر تسجيلاً للأهداف في تاريخ دوري الدرجة الأولى الإيطالي.

#### النضال والعودة إلى المستوى المثالي
موسم 2009–10 شهد رحيل إسباليتي حيث الذي قدم استقالته بعد ان قضى أربعة سنوات مع الفريق وحل محله كلاوديو رانييري.واستمر النضال والكفاح وقدم توتي أداء جيد في بطولة الاتحاد الأوروبي (الدوري الأوروبي) وسجل هاتريك مرتين خلال المنافسة في هذا الموسم، الأول كان في المباراة التي فاز بها فريق روما، بعيدا عن ارضه بنتيجة 7–1 ضد فريق جنت في جولة التصفيات الثالثة، والهاتريك الآخر سجله ضد فريق نادي كوشيتسا في استاد أوليمبيكو في المباراة الفاصلة.
اما في الدوري الإيطالي، فقد سجل توتي أيضا ثلاثة أهداف ضد فريق نادي باري في 22 نوفمبر 2009، وكان ذلك بعد سبع سنوات من آخر هاتريك سجله في الدوري الإيطالي. وبعد ثمانية أيام لاحقه، أكد توتي أنه وقع عقدا جديدا لمدة خمس سنوات، حتى عام 2014، وبعد ذلك قال انه سيصبح مدير النادي لمدة خمس سنوات أخرى. (تعاقد نادي روما مع توتي براتب سنوي قدره 8.9 مليون يورو لفترة 2009–10 و 8.6 مليون يورو سنويا للمواسم الأربعة التالية).
خاض فريق نادي روما 24 مباراة دون هزيمة في دوري الدرجة الأولى الإيطالي، فأصبح هو المنافس الوحيد لفريق نادي إنتر ميلان في الجولات الثلاث الأخيرة لبطولة الدوري في هذا الموسم، في نهاية المطاف فريق نادي روما هو الوصيف بعد المباراة النهائية. وعلى الرغم من معاناة توتي من العديد من المشاكل والإصابات، الا انه تفوق على من قبله من المهاجمين الأشهر مثل غابرييل باتيستوتا وجوسيب سيغنوري وكورت هامرين، مما وضعه في المركز السادس في دوري الدرجة الأولى الإيطالي. ولعب توتي أيضا في نهائي كأس إيطاليا ضد انتر ميلان في 5 مايو 2010، لكنه تلقى بطاقة حمراء في الدقائق الأخيرة من الشوط الثاني لأنه ركل ماريو بالوتيلي. وخسر فريق روما المباراة 0–1، وبالتالي فشل في تحقيق فوزه العاشر بكأس إيطاليا.

#### العودة لصناعة اللعب

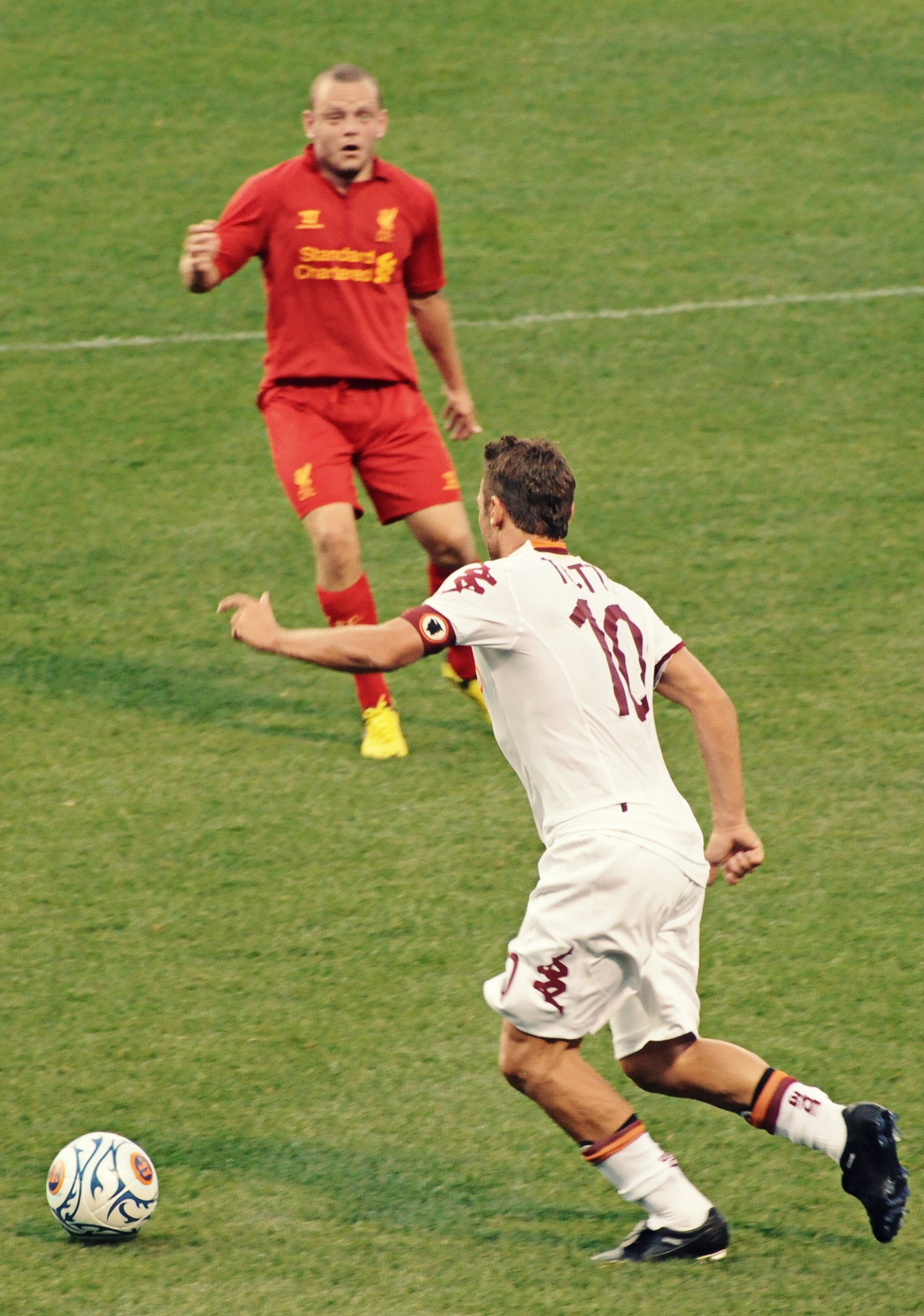
توتي في مواجهة لاعب ليفربول

موسم 2011–12 كان الفريق تحت قيادة المدير الفني الجديد الاسباني لويس انريكي، ولكن مازالت معاناة النادي مستمرة. حيث ان توتي قد أُصيب في 1 أكتوبر 2011 في الشوط الثاني من مباراة ضد اتلانتا مما جعله بعيداً عن المباريات حتى 20 نوفمبر حيث شارك في الدقيقة 66 في مباراة أمام فريق لاتسيو وفازت روما بهذه المباراة 2–1.
في منتصف شهر ديسمبر، وأثناء فترة تعافي توتي من الإصابة، أصبح يلعب باستمرار وباحترافية عالية كلاعب وسط مهاجم. في يوم 12 ديسمبر، كان هناك تعادل بهدف دانيل دي روسي قام بصناعته اللاعب توتي في مباراة ضد بطل الدوري، يوفينتوس، والتي انتهت بنتيجة 1–1، وبالرغم من ذلك، فشل توتي في تسجيل ضربة جزاء في الشوط الثاني من المباراة. ولقد قام توتي أيضاً في هذا الموسم بصناعة الكثير من الأهداف، خصوصاً صناعة هدف داني أوزفالدو في المباراة التي فازت بها روما 3–1 على فريق نابولي في استاد سان باولو في 18 ديسمبر 2011، وأيضاً قام بصناعة هدف دي روسي أمام فريق كاتانيا في استاد ماسيمينو. وبالرغم من اللعب في العمق، الا انه لم يتمكن من تسجيل أهداف بشكل كبير مما جعله يفضل ان يقوم بدور آخر وهو ان يربط الهجوم ومنتصف المعلب من خلال تواجده، قياداته، وخبرته مما يساعد في ثبات الفريق ورفع كفاءته.
في 8 يناير 2012، تمكن توتي من احراز أول أهدافه في هذا الموسم، وكان ذلك في المباراة التي تمكن فريقه روما من الفوز على خصيمه كييفو فيرونا 2–0، وذلك من خلال تسجيل ركلة جزاء في الشوط الأول وركلة أخرى في الشوط الثاني من المباراة. وتمكن أيضاً من تسجيل هدفين في المباراة التي تمكن فريق روما من الفوز بها ضد خصيمه تشيزينا 5–1 مما جعل توتي يتمكن من تسجيل رقم قياسي جديد، حيث ان هدفه الثاني جعله يصل إلى 211 هدف في الدوري، وهذا الرقم يعتبر أعلى رقم في عدد الأهداف التي تمكن اللاعبون من تسجيلها في الدوري خلال تواجدهم في فريق واحد. وبالرغم من عدم قدرته على تسجيل الأهداف مرة أخرى خلال الجولة الثانية من ذلك الموسم، الا ان أداءه كان عالياً للغاية حيث انه قد قام بصناعة هدف مميز في المباراة التي فاز بها فريقه روما 4–0 على خصيمه فريق انتر ميلان في 5 فبراير.
في 12 أبريل، تمكن توتي من تسجيل هدفه الخامس في الموسم في المباراة التي فازت بها روما على أودينيزي 3–1. وتمكن أيضاً من التسجيل مرة أخرى، حيث قام بتسجيل هدف في المباراة التي خسرها فريق روما أمام فريق فيرونتينا 2–1 في يوم 25 أبريل، وبعد ذلك بأسبوعين، في مباراته رقم 500، تمكن من احراز هدفين في المباراة التي تعادل فيها فريقه مع فريق كتانيا 2–2 في استاد أولمبيكو.

#### تحقيق الأرقام القياسية
موسم 2012–13 في الثامن والعشرين من شهر مارس لعام 2013، تخطى توتي رقم جيانيني مع روما، وكتب يومها حارس مرمى يوفنتوس والمنتخب الإيطالي جان لويجي بوفون رسالة تهنئة لملك روما قال فيها: “عزيزي فرانشيسكو. لقد صنعت تاريخ كرة القدم الإيطالية، عشرون عاما في الدوري الإيطالي، يا له من إنجاز، لاتزال صورة هدفك الأول في مخيلتي. كانت مواجهة بين روما وفوجيا”، وليس غريبا ما أعلنه رئيس نادي روما الإيطالي جيمس بالوتا، أن النادي سيسحب القميص رقم 10 الذي يرتديه توتي بعد اعتزاله.
نهاية الموسم قدم المدرب لويس انريكي استقالته بعد قضاء موسم غير ناجح مع فريق روما والذي لم يتمكن فيه روما من المشاركة في مسابقة دوري الابطال الأوربية لأول مرة في تاريخه منذ 15 عاماً، قرر الفريق ان يتولى المدير السابق زدينيك زيمان المهمة، والذي استطاع ان يتوافق معه توتي.
حاول زدينيك زيمان ان يجعل توتي يلعب في مركز حر كمهاجم أيسر أو جناح في خطته المفضلة 4–3–3. وبالرغم انه كان نفس الدور الذي لعبه توتي مع زيمان قبل 13 عاماً، تمكن توتي من الدخول في العمق والضغط على الخصم واختطاف الكرة والهجوم من الجناح الايسر.
في 2 سيبتمبر، قام توتي بصناعة هدفين في المباراة التي فازت فيها روما 3–1 على خصيمها فريق انتر ميلان في ملعب سان سيرو. بعد انتهاء المباراة، تلقى الكثير من الثناء والمدح من قبل الصحافة والاعلام على أداءه العالي بالرغم من اقترابه من عمر ال 36 عاماً.
في 21 أكتوبر، اجتاز توتي الأرقام القياسية لكلٍ من جوزيبي مياتزا وجوزيه ألتافيني مشتركين وذلك بعد تسجيل الهدف الأول الذي قام بتسجيله في المباراة التي فاز بها فريق روما 4–2 في مباراة الذهاب في جنوة، مما جعله ثالث هداف تاريخي برصيد 217 هدف في الدوري. في يوم 8 ديسمبر، تمكن توتي من تسجيل هدفين، الخامس والسادس في الموسم، في مباراة العودة التي انتصر فيها فريق روما على فريق فيورنتينا 4–2.
نتيجة للأداء السيئ للفريق، تم عزل المدرب زيمان وتولية المدير الفني أوريليو أندرازولي بدلاً منه لقيادة الفريق في نهاية فبراير 2013. وتحت قيادة هذا المدير الفني الجديد، تمكن توتي من تسجيل هدف ضد يوفنتوس في يوم 16 فبراير، حيث تمكنت روما من هزيمة بطل الدوري 1–0.
في 3 مارس، تمكن توتي من تسجيل هدفه رقم 22 ضد فريق جنوة في المباراة التي فاز بها فريق روما على خصيمه 3–1، ليصبح بذلك ثاني الهدافين بالتساوي في عدد الأهداف مع اللاعب غونار نوردال. ولقد تمكن توتي أخيراً من تحقيق الرقم القياسي الذي حققه نوردال من خلال التسجيل أمام فريق بارما في يوم 18 مارس، مما زاد حصيلة أهدافه إلى 226 هدفاً.
في 8 أبريل، ومن خلال تسجيل هدف من ركلة جزاء ضد فريق لاتسيو، أصبح الهداف التاريخي لقمة روما على مر العصور برصيد تسعة أهداف. لقد أنهي توتي موسم 2012–13 وفي رصيده 12 هدف و12 صناعة هدف من خلال 34 مشاركة له. وقد وصل توتي أيضاً عام 2013 مع فريقه روما إلى نهائي كأس إيطاليا ولكنه خسر المباراة 0–1 أمام فريق لاتسيو.

#### اللعب الحر

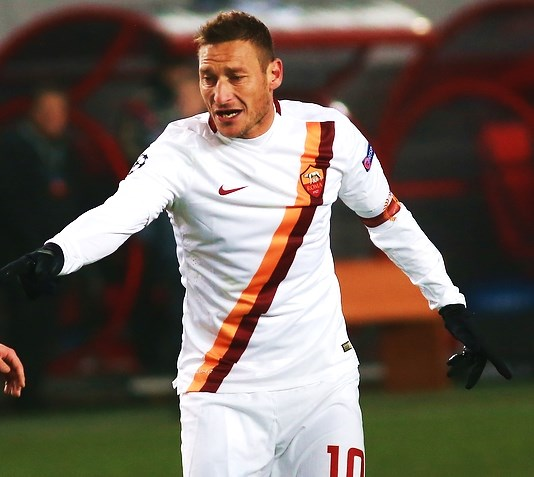
توتي في مباراة روما ضد سسكا موسكو في دوري أبطال أوروبا عام 2014.

موسم 2013–14 مع قدوم المدرب الجديد لنادي روما، الفرنسي رودي غارسيا، في صيف 2013، لعب توتي كمهاجم مساند أو جناح أيسر. وفي سبتمبر من ذات العام، صرح فريق روما بأن توتي قد قام بتجديد التعاقد مع روما لموسمين حتى نهاية موسم 2016 (إلى حين بلوغه سن 39 عاماً).
أحرز توتي هدفه الأول في موسم 2013–14 في 16 سبتمبر ضد فريق بارما والذي خسر 3–1 أمام روما. وتمكن بعد ذلك من تسجيل هدفين آخرين في مباراة الذهاب أمام فريق انتر ميلان في مباراة انتهت بفوز روما 3–0.
في 14 فبراير، غاب توتي عن المباريات لحوالي شهر نتيجة تعرضه لكدمة في ساقه. بعد ذلك، عاد إلى اللعب مرة أخرى في 17 مارس في مباراة ضد أودينيزي وسجل في تلك المباراة أول هدف في المباراة وتمكن فريق روما من الفوز في تلك المباراة 3–2 على خصيمه. بعد ذلك بثمانية أيام، احتفل توتي بوصوله إلى رقم 700 من عدد المشاركات في المباريات والتي اكتملت في مباراته ضد تورينو. في 2 أبريل، تمكن من تسجيل هدفه رقم 20 في فريق بارما (رقم قياسي شخصي) في فوز حققه فريقه على خصمه 4–2. وقد أنهي الموسم ولديه رصيد من الأهداف يقدر بثمانية أهداف و10 صناعة هدف وبذلك فقد أنهي الموسم بأعلى رصيد من صناعة الأهداف.

#### موسم 2014–15
في 30 سبتمبر 2014، بعد مرور ثلاثة أيام على ذكرى مولده ال 38، سجل توتي هدف التعادل في دور المجموعات في بطولة دوري الابطال أمام فريق مانشستر سيتي وبذلك قد أصبح أكبر هداف في تلك المسابقة، حيث ان ذلك الهدف كان هدفه رقم 300 على مدار مشواره الكروي كاملاً. في 25 أكتوبر تمكن توتي من تسجيل الهدف الأول في المباراة من ركلة حرة في مباراة ضد فريق سيسكا موسكو.
في 11 يناير 2015، تمكن توتي من تسجيل هدفين ضد فريق لاتسيو، وبذلك أصبح الهداف التاريخي لمباريات القمة الرسمية بين روما ولاتسيو، بالتساوي مع اللاعب دينو دي كوستا برصيد 11 هدف. في 9 مايو، استطاع توتي تسجيل ركلة جزاء في مباراة خسر فيها فريقه 2–1 أمام فريق الميلان، وبذلك أصبح متساوياً مع اللاعب روبرتو باجيو في رقمه القياسي في عدد الأهداف المسجلة من ركلات الجزاء برصيد 68 هدف. وفي 31 من مايو، في أخر يوم كروي في موسم 2014–15، تمكن من تسجيل هدفه رقم 299 في فريق روما في مباراة العودة التي خسرت فيها روما 2–1 ضد فريق باليرمو. وقد تمكن توتي من انهاء ذلك الموسم كهداف للفريق برصيد عشرة أهداف في جميع المنافسات، وتلك كانت المرة السابعة له كهداف للفريق.

#### موسم 2015–16

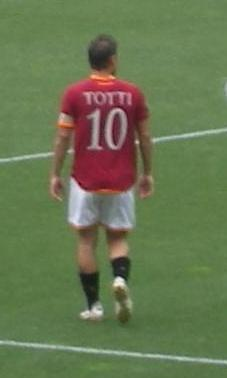

في موسم 2015–16، تمكن توتي من تسجيل هدفه رقم 300 في فريقه روما في جميع المنافسات في مباراة انتهت بالتعادل بين فريق روما وفريق ساسولو في 20 سبتمبر 2015. في 26 سبتمبر 2015، قبل اكتمال عامه رقم 39 بيوم، تعرض لإصابة نتيجة لإجهاد العضلة الضامة في مباراة انتهت بالفوز لصالح روما بنتيجة 5–1على فريق Carpi، وقد أدت تلك الإصابة إلى ابعاده عن المباريات لمدة ثلاث أشهر. بعد ان عاد مرة أخرى إلى المباريات كبديل في مباراة العودة التي انتهت بنتيجة 1–1 ضد فريق ميلان في 9 يناير 2016، تمكن من تحقيق الرقم القياسي للاعب جيانلوكا باليوكا كثالث أعلى عدد مرات ظهور في مسابقات الدوري برصيد 592 مرة من الظهور.
في 21 فبراير 2016، قام توتي بانتقاد المدير الفني العائد على الملأ، سباليتي، بدلاً من المدير الفني رودي غارسيا وذلك لقلة مشاركاته بعد العودة من الإصابة. بعد ذلك، تم استبعاده من المباراة التي فازت بها روما 5–0 على فريق باليرمو وذلك القرار قد أدى إلى احداث ضجة كبيرة في الوسط الكروي والإعلامي وبدأت الاشاعات تنتشر حول رحيل توتي عن الفريق بعد انتهاء عقده في نهاية ذلك الموسم وذلك نتيجة لعدد مرات ظهوره ومشاركاته المحدودة وخلافاته المتعددة مع سباليتي.
في 8 مارس، جاء توتي كبديل للاعب ستيفن ضمن قائمة مباراة العودة في دور ال 16 من بطولة دوري الابطال الاوربية ضد ريال مدريد وقد تم الترحيب به بشكل مثير من قبل المشجعين في ملعب السانتييجو برنابيو في مدينة مدريد، في المباراة التي خسرت فيها روما 2–0 وخرجت من البطولة. في 20 أبريل، شارك توتي في الدقيقة 86 وبعدها استطاع ان يسجل هدف في الدقيقة 87 وركلة جزاء في الدقيقة 89 أمام تورينو وبها يفوز روما بالمباراة 3–2. بعد تسجيل هدفه رقم 69 من ضربات الجزاء، أصبح الهداف التاريخي لضربات الجزاء. بعد تسجيل تلك الثنائية، أصبح أكبر لاعب في التاريخ يسجل هدفين في مباراة واحدة في الدوري عند بلوغه عمر 39 عام وستة أشهر و23 يوم، والذي مكنه من تحطيم الرقم القياسي للاعب سلفيو بيولا الذي كان عمره 39 عام، 4 أشهر، ويومين.
في 2 مايو، شارك توتي كبديل في مباراة واستطاع تسجيل هدف من ركلة حرة والذي من خلاله استطاع روما ان يفوز على نظيره جنوة 3–2، وكان ذلك الهدف هو هدفه رقم 21 من ركلة حرة على التوالي، مما جعله يتساوى مع باجيو والذي يعتبر رابح أكثر الهدافين للركلات الحرة في التاريخ، بعد دلبيرو، بيرلو، وسينيشا ميهايلوفيتش. شارك توتي كبديل في الخمس مباريات السابقة في الدوري واستطاع تسجيل أربعة أهداف وصناعة هدف. وفي 8 مايو، شارك توتي كبديل وتمكن من تسجيل هدف روما الأخير في مباراة العودة التي فازت بها روما 3–0 على كييفو فيرونا في مشاركته رقم 600 في الدوري مما جعله ثالث لاعب يصل إلى ذلك الرقم القياسي. بشكل عام، شارك توتي في 13 مباراة في الدوري خلال الموسم واستطاع تسجيل 4 اهداف في آخر ست مباريات له كبديل. في 7 يونيو، قام بتجديد عقده لعام إضافي معلناَ انه سوف يتقاعد في نهاية موسم 2016، 2017 وصرح أيضاً انه وقع عقد كمدير فني لفريق روما لمدة ست سنوات بعد انتهاء الموسم.

#### الموسم الأخير
في أول ظهور له في موسم 2016–17 في مباراة ضد سامبدوريا في 11 سبتمبر، استطاع ان يحقق الرقم القياسي لباولو مالدينو بالمشاركة في 25 موسم كروي. وعندما كانت روما متأخر 1–2 في نصف الشوط الأول من أحد المباريات، شارك توتي كبديل وصنع هدفاً للاعب جيكو ليقوم بتسجيل هدف التعادل وبعدها استطاع تسجيل هدف الفوز من خلال ركلة جزاء. في 25 سبتمبر، تمكن من تسجيل هدفه رقم 250 وذلك في مباراة ضد فريق تورينو والذي خسر بها فريق روما 3–1، وذلك قبل يومين فقط من ذكرى ميلاده الأربعين. بعد كرى ميلاده الأربعين بيومين، في 29 سبتمبر، مُدح توتي على أداءه العالي رغم كبر سنه في المباراة التي فازت بها روما 4–0 على نظيره نادي أسترا جورجو في الدوري الأوروبي وقد شارك توتي في تلك المباراة لمدة 90 دقيقة كاملة وتمكن من صناعة هدفين بالإضافة إلى المشاركة في تسجيل هدف ثالث. في 20 أكتوبر، شارك توتي للمرة رقم 100 في دوري أبطال أوروبا مسجلاً هدفين في مباراة العودة التي تعادلت فيها روما مع أوستريا فيينا. في نهاية أكتوبر، تعرض توتي لإصابة في العضلة الضامة في فخذه الايسر اثناء التدريب، مما جعله يتوقف عن المباريات. وقد عاد كبديل في مباراة العودة التي فازت بها روما 3–2 فريق نادي بيسكارا في 27 نوفمبر.
في 1 فبراير 2017، سجل توتي هدف من ضربة جزاء في الوقت الإضافي في الدقيقة 97 وكان ذلك في المباراة التي فازت فيها روما على ارضها 2–1 ضد سيسينا في الدور ربع النهائي من كأس إيطاليا. وقد ادى هذا الفوز إلى انتقال فريق نادي روما إلى الدور نصف النهائي من البطولة. وفي 15 أبريل، شارك كبديل في المباراة التي انتهت بالتعادل الإيجابي 1–1 ضد اتالانتا وكانت هذه مشاركته رقم 615 في مباريات دوري الدرجة الأولى الإيطالي، وهو ما يعادل عدد مشاركات خافيير زانيتي باعتباره ثالث أكثر اللاعبين مشاركة في مباريات الدوري الإيطالي. وفي 28 مايو، لعب توتي مباراته الأخيرة مع روما والتي فازت فيها روما على ارضها 3–2 ضد جنوة.

## مسيرته الدولية
ظهر فرانشيسكو توتي لأول مرة على ساحة الملاعب الدولية مع منتخب إيطاليا تحت سن 16 عام 1992 تحت قيادة المدرب سيرجيو فاتا، وبعد مشاركته المنتظمة والأساسية مع منتخب إيطاليا لكرة القدم تحت سن 18 سنة ومساهمته بالفوز مع المنتخب بكأس الأمم الأوروبية تحت 21 سنة بقيادة المدرب سيزار مالديني، استدعى المدرب دينو زوف فرانشيسكو توتي إلى صفوف المنتخب الأول وكانت أولى مشاركته في مباراة ضد سويسرا، يوم 10 أكتوبر 1998. كما لعب أساسياً (مرتدياً القميص رقم 10) في مباراة إيطاليا ضد منتخب نجوم العالم يوم 16 ديسمبر 1998 بمناسبة مرور 100 عام على تأسيس الاتحاد الإيطالي لكرة القدم.

### يورو 2000

توتي في نهائي بطولة أمم أوروبا 2000.

شارك توتي أساسيا في بطولة أمم أوروبا لكرة القدم 2000 وقد فضله المدرب الإيطالي دينو زوف على لاعب يوفنتوس أليساندرو دل بييرو الذي كان احتياطيا في المباراتين الأوليين ضد بلجيكا وتركيا، والتي تألق فيها توتي وسجل هدف في مرمى بلجيكا وصنع الهجمات على مرمى تركيا. قبل أن يبدله المدرب في أخر 10 دقائق في المباراة ليدخل مكانه دل بييرو.
في المباراة الثالثة أمام منتخب السويد وبعد ان ضمنت إيطاليا الصعود إلى دور ربع النهائي، لم يشرك المدرب زوف التشكيلة الاساسية التي لعبت ضد تركيا وبلجيكا، بل اشرك التشكيلة الاحتياطية التي تضم دل بييرو ولاعبي روما فينتشينزو مونتيلا ولويجي دي بيادجو ولاعب إيه سي ميلان ماسيمو أمبروزيني. وانتهت المباراة بنتيجة 2– 1 لصالح منتخب إيطاليا، سجل أهداف المباراة 	هنريك لارسون لصالح منتخب لسويد، وألساندرو دل بييرو ولويجي دي بياجو لصالح الازوري.
في مباراة ربع النهائي أمام منتخب رومانيا والتي انتهت بفوز إيطاليا بنتيجة 2–0 كان توتي أساسيا في التشكيلة وتألق وأحرز أحد اهداف الفوز في مرمى الحارس الروماني، فيما سجل فيليبو انزاكي الهدف الثاني، وهي المباراة التي شهدت طرد المهاجم الروماني جورجي هاجي وكانت أخر مباراة له مع المنتخب.
في مباراة النصف النهائي أمام هولندا المرشح بقوة آنذاك لنيل اللقب وكانت مباراة صعبة على الإيطاليين الذين لعبوا بعشرة لاعبين بعد طرد زامبروتا في بداية المباراة ولكن الفريق لعب دفاعيا إلى آخر المباراة وقدم توتي أداء رائعا في دور لعبه لأول مرة وهو دور لاعب خط الوسط المتقدم ثم فازت إيطاليا بضربات الترجيح كان لتوتي فيها هدف بطريقة الملعقة، في مباراة مثيرة اضاع فيها الهولنديون الكثير من الفرص أبرزها ضربتي جزاء في الشوط الثاني من المباراة، ليتأهل منتخب إيطاليا إلى المباراة النهائية أمام فرنسا.
في المباراة النهائية تقدم المنتخب الإيطالي بهدف لاعب روما ماركو ديلفيكيو بعد تمريرة ذكية من زميلة توتي، لكن هدف التعادل الذي أحرزه الفرنسي ويلتورد قلب مسار المباراة وجر الطليان إلى الوقت الإضافي الذي أحرز فيه تريزيجيه هدف الفوز لصالح منتخب فرنسا، ومع ذلك اختير فرانشيسكو توتي كرجل للمباراة.

### كأس العالم 2002
شارك توتي كلاعب أساسي مع منتخب إيطاليا في كأس العالم في كوريا واليابان، وكانت المجموعة تضم منتخب المكسيك ومنتخب كرواتيا ومنتخب الإكوادور، جرت مباراة منتخب إيطاليا الأولى في 3 يونيو 2002، وسط حضور جماهيري بلغ 31,081 متفرج غص بهم قبة سابورو، سابورو. انطلقت المباراة التي جمعته بمنتخب منتخب الإكوادور على الساعة 20:30 تحت إدارة الحكم بريان هول (اتحاد الولايات المتحدة لكرة القدم). وانتهت بـ فوز إيطاليا أمام منتخب الإكوادور بنتيجة 2–0. بهدفين للاعب انتر ميلان كريستيان فييري. اما في المباراة الثانية في 8 يونيو 2002، خسر منتخب إيطاليا أمام منتخب كرواتيا بنتيجة 1–2. انطلقت المباراة، التي حضرها جمهور قدر بـ 36,472 متفرج، على الساعة 18:00 بملعب ملعب كاشيما لكرة القدم، وتحت إدارة الحكم غراهام بول (الاتحاد الإنجليزي لكرة القدم).
لعب منتخب إيطاليا مباراته الثالثة أمام منتخب المكسيك في ملعب أويتا بتاريخ 13 يونيو 2002. بدأت المقابلة على الساعة 20:30 يديرها الحكم كارلوس سيمون (اتحاد البرازيل لكرة القدم) وتحت أنظار 39,291 متفرج حضروا لمتابعة اللقاء من على مدرجات الملعب. ليخرج منتخب إيطاليا متعادلا بنتيجة 1–1.
ورغم صعوبة المباريات استطاع توتي ورفاقه التأهل إلى الدور الثاني ليواجهوا منتخب كوريا الجنوبية صاحب الأرض والجمهور، وكانت المباراة تسير لصالح إيطاليا خاصة بعد تقدم منتخبها بهدف كريستيان فييري، لكن في الشوط الثاني انقلبت المباراة ورجحت كفة منتخب كوريا الجنوبية، بعد أن تسلم توتي البطاقة الصفراء الثانية له في المباراة مشكوك في صحتها اثر سقوطه داخل منطقة الجزاء بعد تعرضه إلى عرقلة من لاعب كوري جنوبي. وخسر منتخب إيطاليا أمام المنتخب الكوري الجنوبي بهدف قاتل سجله لاعب نادي بيروجيا اهن جونغ هوان في الدقائق الأخيرة من عمر المباراة التي اثارت جدلاً حول التحكيم بها.

### يورو 2004
في بطولة أمم المقامة في البرتغال، وقعت إيطاليا في المجموعة الثالثة التي ضمت السويد الدنمارك وبلغاريا، في المباراة الأولى قابلت إيطاليا منتخب الدنمارك، وقد اعترت فرانشيسكو توتي حالة من العصبية الزائدة بجانب مهارته، فقد بصق علي اللاعب الدينماركي كريستيان بولسن لاعب فريق شالكه الألماني انذاك، واكتفى حكم المباراة مخيتو غونزاليس بإشهار البطاقة الصفراء في وجه توتي، وانتهت المباراة بالتعادل السلبي، لكن الاتحاد الأوروبي لكرة القدم أصدر قرار بإيقاف توتي 3 مباريات.
واصل منتخب إيطاليا مشواره بدون صانع العابه توتي، فقابل الأزوري منتخب السويد وانتهت المباراة بالتعادل الإيجابي 1–1 سجل لاعب روما أنطونيو كاسانو هدف التقدم للمنتخب الإيطالي، وعادل زلاتان ابراهيموفيتش النتيجة لصالح منتخب السويد بهدف اودعه في مرمى حارس يوفنتوس الإيطالي جانلويجي بوفون.
المباراة الثالثة كانت ضد منتخب بلغاريا، فاز المنتخب الإيطالي بنتيجة 2–1 سجل لإيطالي لاعبي روما انطونيو كاسانو وسيموني بيروتا، لكن رغم الفوز وتحقيق إيطاليا 5 نقاط، خرجت إيطاليا من البطولة، وتأهل منتخب السويد ومنتخب الدنمارك إلى ربع النهائي، بفارق الأهداف.

### كأس العالم 2006
.

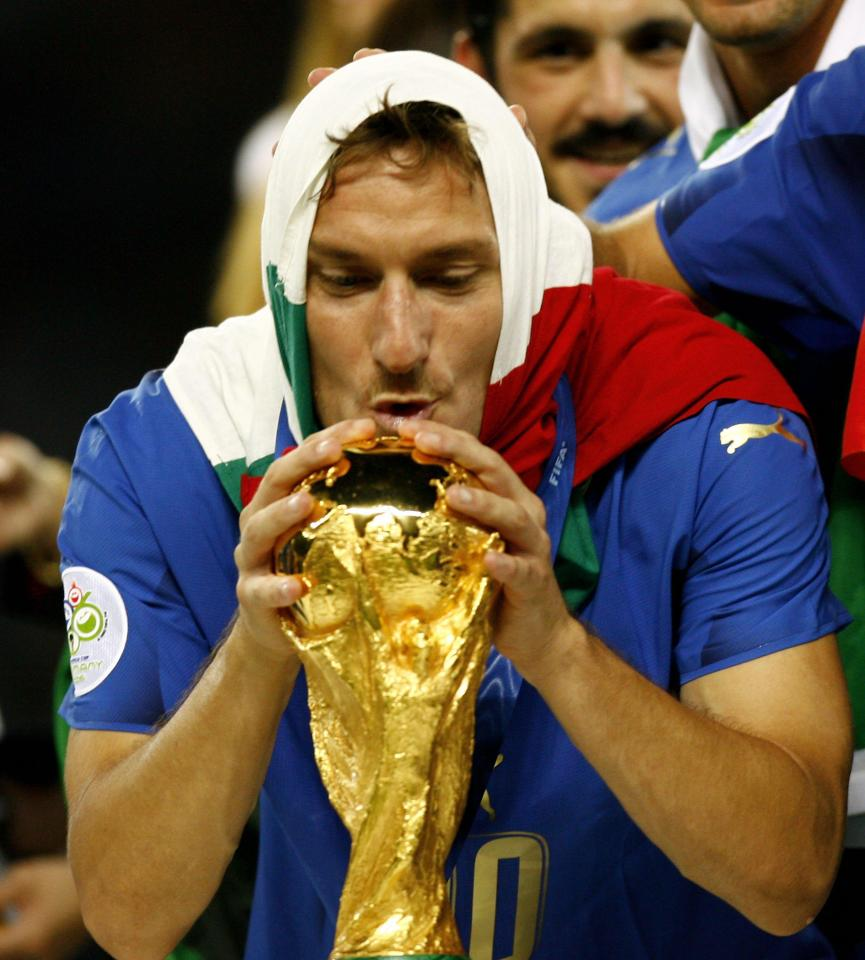
توتي يقبل كأس بطولة كأس العالم في برلين 2006

قبيل انطلاقة كأس العالم لكرة القدم 2006، تعافى فرانشيسكو توتي من اصابته في الوقت المناسب لكي ينضم إلى منتخب إيطاليا لكرة القدم المتوجه الي بطولة كأس العالم 2006 فقد غاب عن الملاعب طوال ثلاثة شهور متواصلة بسبب اصابته امام فريق إمبولي فلم يكن في كامل لياقته البدنية، ولكن لعب بالصفائح المعدنية الموجودة بكاحل قدمه، والتي كان من المفترض ازالتها، ومع كل هذا كان يلعب أساسياً مع منتخب إيطاليا لكرة القدم وقد احرز هدفه الوحيد والأول في كأس العالم 2006 عن طريق ركلة جزاء ضد منتخب أستراليا لكرة القدم في 26 يونيو/حزيران وقد شارك في النهائي امام منتخب فرنسا لكرة القدم حتي استبدل في الدقيقة 61 وقد فاز منتخب إيطاليا لكرة القدم ببطولة كأس العالم، وقد تم اختيار فرانشيسكو توتي ضمن قائمة أفضل 23 لاعب في كأس العالم 2006 فريق Mastercard كما كان فرانشيسكو توتي احسن صانع للاهداف في كأس العالم 2006 برصيد 4 تمريرات حاسمة.

### الإعتزال
فرانشيسكو توتي اعتزل من اللعب الدولي مع منتخب إيطاليا لكرة القدم بعد نهائي كأس العالم 2006 ولكن لم يكن بشكل رسمي حث أصبح متردد في قرار اعتزاله اللعب الدولي وبقي أكثر من سنة متردد، وقد توصل الي قراره النهائي وهو الاعتزال اللعب الدولي في 20،يوليو/تموز،2007، وقال انه سوف يركز علي اللعب مع فريق روما، وقد حاول مدرب منتخب إيطاليا لكرة القدم روبيرتو دونادوني اقناعه للحصول علي خدماته من جديد حيث حاول تغير رأى فرانشيسكو توتي من اجل المشاركة في كأس الأمم الأوروبية 2008 ولكن فرانشيسكو توتي أصر على قرار الاعتزال.
كما أبدى مدرب منتخب إيطاليا سيزار برانديللي رغبته باستدعاء توتي إلى تشكلية منتخب إيطاليا لكأس أمم أوروبا 2012.

## أسلوب لعبه

### احتفالات الأهداف
فرانشيسكو توتي معروف كثيراً في تعبيره عن الأهداف وكذلك معروف عن تسجيله الأهداف، ولكن الاحتفال الأكثر شهرة كان في مباراة الديربي الثاني له امام فريق لاتسيو في موسم 1998–99 والتي احرز في تلك المبارة هدف في الدقائق الأخيرة، وقد رفع قميصة وظهرت عبارة VI HO PURGATO ANCORA والتي تعني ظهرت رجل مرة ثانية وكان ذلك في 29،نوفمبر/تشرين الثاني،1998.
يقول الصحفي الإيطالي اندريا تالاريتا (طريقة لعب توتي كانت أرستقراطية في الحركة، أناقة وجودة هدفه ضد لاتسيو في شهر مارس من عام 2002 تقف في تناقض صارخ مع ذوق احتفاله بهدفه في شهر إبريل 1999، عندما أظهر للجمهور الاتسيالي قميص كتب عليه «لقد قمت بتطهيركم مرة أخرى».
وقد أحرز هدف آخر في الديربي امام فريق لاتسيو وبعد الهدف ذهب إلى المصور وأخذ الكاميرا وقام بتصوير جمهور روما وكان ذلك في موسم 2003–04 وفي 11 من يناير 2015 وفي واحدة من المباريات المثيرة في ديربي العاصمة روما والتي شهدت تقدم لاتسيو بهدفين دون مقابل في الشوط الأول، تمكن توتي من تعديل النتيجة في الشوط الثاني بعد أن أحرز هدفين اثنين، وبعد الهدف الثاني قام توتي بأخذ صورة «سيلفي» بهاتفه الجوال مع جماهير نادي روما، وهي لقطة نالت استحسان الكثير وانتشرت في كل مواقع التواصل الاجتماعي، ومن المؤكد أنها ماركة مسجلة باسم توتي كونه أول من قام بها.
وكتقدير لزوجته الحامل آنذاك، فقام بتقليد مشهد ولادة ابنه بإدخال الكرة داخل قميصه وسقط على ظهره بينما قام زملائه بالفريق بإخراج الكرة من قميصه معبرين عن فرحتهم بقدوم ابن فرانشيسكو توتي، وفرحة مص الإبهام بدأت بعد ولادة ابنه كرستيان فرانشيسكو توتي.

## خارج كرة القدم

### حياته الشخصية

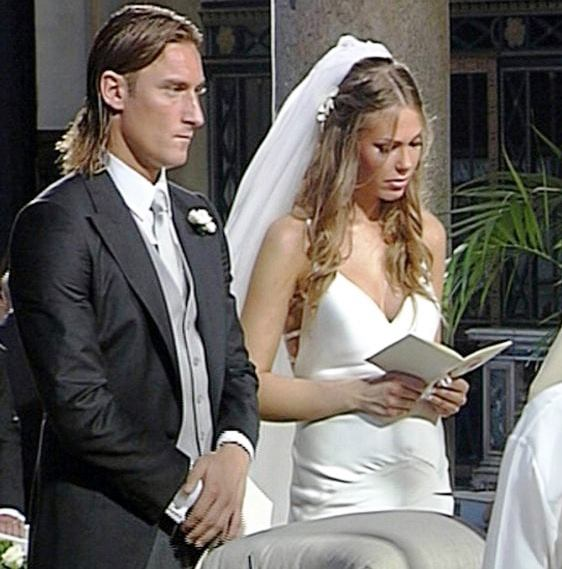
توتي وبلاسي يوم زفافهما 2005

ولد فرانشيسكو توتي في روما لوالدين ايطاليين، والدته فيوريللا ووالده لورنزو توتي، وشقيقه ريكاردو يعمل وكيل لأعمال توتي، ويملك فرانشيسكو توتي مدرسة لتعليم كرة القدم للاطفال المعاقين، وكذلك يملك فريق (دراجات هوائية) اسمه فريق توتي توب سبورت.
ارتبط توتي بعارضة الازياء إيلاري بلازي عام 2002 وتزوجا عام 2005 وبث حفل زفافهما مباشرة بشكل منمق على شاشات التلفاز وهو يدخل الحفل برفقة والدته فيوريللا. وقد ملئت الجماهير الرومانية الحفل والذي أصبح مزدحم بهم، حتى عمدة المدينة، والتر فيلتروني، كان حاضراً.
انجب توتي الأبن الأول يوم 6 نوفمبر من العام 2005 وقد اسموه كرستيان، وقد كان طفلهم الثاني أنثى اسموها شانيل وقد ولدت يوم 13 مايو/مايس من العام 2007 والطفل الثالث انثى اسمها ايزابيل ولدت يوم 10 مارس من العام 2016.
من بعض الطرائف المروية عن توتي أن زوجته سألته: ” توتي هل تحبني؟ توتي هل تحبني؟ توتي هل تحبني؟” ليجيب: “انتظري.. فلا أستطيع أن أجيب عن هذه الأسئلة مرة واحدة” وفي إحدى المرات اتصل توتي بوكيل سفرياته وسأله: “كم يستغرق الوقت من ميلانو إلى روما ؟” فقال وكيل السفريات ” ثانية واحدة ” فقال توتي «شكرا لك» وأغلق الهاتف.
انفصل فرانشيسكو توتي عن زوجته ايلاري بلازي، بعد زواج دام 17 سنة، ليرتبط بصديقته ناعومي بوتشي 

### المشاريع الخيرية
فرانشيسكو توتي هو سفير للنوايا الحسنة لدى يونسيف، وكذلك يقوم فرانشيسكو توتي بجمع قمصان الرياضيين وبيعها على المزاد لصالح الجمعيات الخيرية ففي عام 2003 قام بجمع قمصان مباراة منتخب إيطاليا لكرة الركبي امام نظيره الإيرلندي وقد استلم قميصان من اللاعبين الايرلنديين Brian O'Driscoll وDenis Hickie وقد سلم فرانشيسكو توتي بدلا منها قمصانه الخاصة كمبادلة شكر.
استغل توتي شهرته فحقق كتاب أصدره توتي في شهر أيار لعام 2004 بعنوان “كل النكت عن توتي” مبيعات كبيرة في إيطاليا والكثير من البلدان وبيعت منه نحو 480 ألف نسخة خلال أسبوعين من طرحه في الأسواق، واحتل الكتاب المركز الثالث في مبيعات الكتب في إيطاليا حسب جريدة تورينو الرسمية، وخصص توتي نصف ريعه لمشروع خيري في روما، ليطلق على توتي عمدة روما لقب المواطن المثالي بينما خصص النصف الآخر لمساعدة أطفال الشوارع في الكونغو بإشراف اليونيسيف والتي كان يمثلها توتي كسفير للأعمال الخيرية، ويستخدم توتي الطريقة الرومانية القديمة في الكلام لذلك لطالما يثير الضحك أثناء كلامه بسبب الأخطاء اللغوية التي نتجت عن عدم إتمامه للتعليم.

## الإحصائيات

### النادي
| النادي   | الموسم    | الدوري          | الدوري | الدوري  | الكأس الوطني1 | الكأس الوطني1 | قاري2  | قاري2   | أخرى3  | أخرى3   | المجموع | المجموع |
| النادي   | الموسم    | الدرجة          | الظهور | الأهداف | الظهور        | الأهداف       | الظهور | الأهداف | الظهور | الأهداف | الظهور  | الأهداف |
| -------- | --------- | --------------- | ------ | ------- | ------------- | ------------- | ------ | ------- | ------ | ------- | ------- | ------- |
| روما     | 1992–93   | الدوري الإيطالي | 2      | 0       | 0             | 0             | —      | —       | —      | —       | 2       | 0       |
| روما     | 1993–94   | الدوري الإيطالي | 8      | 0       | 2             | 0             | —      | —       | —      | —       | 10      | 0       |
| روما     | 1994–95   | الدوري الإيطالي | 21     | 4       | 4             | 3             | —      | —       | —      | —       | 25      | 7       |
| روما     | 1995–96   | الدوري الإيطالي | 28     | 2       | 1             | 0             | 7      | 2       | —      | —       | 36      | 4       |
| روما     | 1996–97   | الدوري الإيطالي | 26     | 5       | 1             | 0             | 3      | 0       | —      | —       | 30      | 5       |
| روما     | 1997–98   | الدوري الإيطالي | 30     | 13      | 6             | 1             | —      | —       | —      | —       | 36      | 14      |
| روما     | 1998–99   | الدوري الإيطالي | 31     | 12      | 3             | 1             | 8      | 3       | —      | —       | 42      | 16      |
| روما     | 1999–2000 | الدوري الإيطالي | 27     | 7       | 2             | 0             | 5      | 1       | —      | —       | 34      | 8       |
| روما     | 2000–01   | الدوري الإيطالي | 30     | 13      | 2             | 1             | 3      | 2       | —      | —       | 35      | 16      |
| روما     | 2001–02   | الدوري الإيطالي | 24     | 8       | 0             | 0             | 11     | 3       | 1      | 1       | 36      | 12      |
| روما     | 2002–03   | الدوري الإيطالي | 24     | 14      | 5             | 3             | 6      | 3       | —      | —       | 35      | 20      |
| روما     | 2003–04   | الدوري الإيطالي | 31     | 20      | 0             | 0             | 1      | 0       | —      | —       | 32      | 20      |
| روما     | 2004–05   | الدوري الإيطالي | 29     | 12      | 7             | 3             | 4      | 0       | —      | —       | 40      | 15      |
| روما     | 2005–06   | الدوري الإيطالي | 24     | 15      | 2             | 0             | 3      | 2       | —      | —       | 29      | 17      |
| روما     | 2006–07   | الدوري الإيطالي | 35     | 26      | 5             | 2             | 9      | 4       | 1      | 0       | 50      | 32      |
| روما     | 2007–08   | الدوري الإيطالي | 25     | 14      | 3             | 3             | 6      | 1       | 1      | 0       | 35      | 18      |
| روما     | 2008–09   | الدوري الإيطالي | 24     | 13      | 0             | 0             | 7      | 2       | 1      | 0       | 32      | 15      |
| روما     | 2009–10   | الدوري الإيطالي | 23     | 14      | 2             | 0             | 6      | 11      | —      | —       | 31      | 25      |
| روما     | 2010–11   | الدوري الإيطالي | 32     | 15      | 0             | 0             | 7      | 2       | 1      | 0       | 40      | 17      |
| روما     | 2011–12   | الدوري الإيطالي | 27     | 8       | 2             | 0             | 2      | 0       | —      | —       | 31      | 8       |
| روما     | 2012–13   | الدوري الإيطالي | 34     | 12      | 3             | 0             | —      | —       | —      | —       | 37      | 12      |
| روما     | 2013–14   | الدوري الإيطالي | 26     | 8       | 3             | 0             | —      | —       | —      | —       | 29      | 8       |
| روما     | 2014–15   | الدوري الإيطالي | 27     | 8       | 2             | 0             | 7      | 2       | —      | —       | 36      | 10      |
| روما     | 2015–16   | الدوري الإيطالي | 13     | 5       | 0             | 0             | 2      | 0       | —      | —       | 15      | 5       |
| روما     | 2016–17   | الدوري الإيطالي | 18     | 2       | 4             | 1             | 6      | 0       | —      | —       | 28      | 3       |
| الإجمالي | الإجمالي  | الإجمالي        | 619    | 250     | 59            | 18            | 103    | 38      | 5      | 1       | 786     | 307     |

1تشمل مباريات كأس إيطاليا

2تشمل مباريات دوري أبطال أوروبا والدوري الأوروبي

3تشمل مباريات كأس السوبر الإيطالي

### المنتخب
| المنتخب الوطني | العام   | الظهور | الأهداف |
| -------------- | ------- | ------ | ------- |
| إيطاليا        | 1998    | 3      | 0       |
| إيطاليا        | 1999    | 6      | 0       |
| إيطاليا        | 2000    | 12     | 4       |
| إيطاليا        | 2001    | 6      | 1       |
| إيطاليا        | 2002    | 6      | 0       |
| إيطاليا        | 2003    | 5      | 1       |
| إيطاليا        | 2004    | 6      | 2       |
| إيطاليا        | 2005    | 5      | 0       |
| إيطاليا        | 2006    | 9      | 1       |
| المجموع        | المجموع | 58     | 9       |

#### الأهداف الدولية
قائمة الأهداف والنتائج مع منتخب إيطاليا الأول.
| توتي – أهدافه مع إيطاليا | توتي – أهدافه مع إيطاليا | توتي – أهدافه مع إيطاليا                        | توتي – أهدافه مع إيطاليا | توتي – أهدافه مع إيطاليا | توتي – أهدافه مع إيطاليا | توتي – أهدافه مع إيطاليا     |
| #                        | التاريخ                  | المكان                                          | الخصم                    | الهدف                    | النتيجة                  | المسابقة                     |
| ------------------------ | ------------------------ | ----------------------------------------------- | ------------------------ | ------------------------ | ------------------------ | ---------------------------- |
| 1.                       | 26 أبريل 2000            | ملعب أورساتي غرانيللو، ريدجو كالابريا، إيطاليا  | البرتغال                 | 2 – 0                    | 2–0                      | ودية                         |
| 2.                       | 14 يونيو 2000            | ملعب الملك بودوان، إقليم بروكسل العاصمة، بلجيكا | بلجيكا                   | 1 – 0                    | 2–0                      | بطولة أمم أوروبا 2000        |
| 3.                       | 24 يونيو 2000            | ملعب الملك بودوان، إقليم بروكسل العاصمة، بلجيكا | رومانيا                  | 1 – 0                    | 2–0                      | بطولة أمم أوروبا 2000        |
| 4.                       | 7 أكتوبر 2000            | سان سيرو، ميلانو، إيطاليا                       | رومانيا                  | 3 – 0                    | 3–0                      | تصفيات كأس العالم 2002       |
| 5.                       | 2 يونيو 2001             | بوريس بايتشادزه دينامو أرينا، تبليسي، جورجيا    | جورجيا                   | 2 – 0                    | 2–1                      | تصفيات كأس العالم 2002       |
| 6.                       | 11 يونيو 2003            | ملعب هلسنكي الأولمبي، هلسنكي، فنلندا            | فنلندا                   | 1 – 0                    | 2–0                      | تصفيات بطولة أمم أوروبا 2004 |
| 7.                       | 13 أكتوبر 2004           | ملعب إنيو تارديني، بارما، إيطاليا               | بيلاروس                  | 1 – 0                    | 4–3                      | تصفيات كأس العالم 2006       |
| 8.                       | 13 أكتوبر 2004           | ملعب إنيو تارديني، بارما، إيطاليا               | بيلاروس                  | 3 – 1                    | 4–3                      | تصفيات كأس العالم 2006       |
| 9.                       | 26 يونيو 2006            | ملعب فريتز والتر، كايسرسلاوترن، ألمانيا         | أستراليا                 | 1 – 0                    | 1–0                      | كأس العالم 2006              |

## الإنجازات

### النادي
روما
- الدوري الإيطالي الدرجة الأولى (1): 2000–01
- كأس إيطاليا (2): 2006–07، 2007–08
- كأس السوبر الإيطالي (2): 2001، 2007

### المنتخب
إيطاليا
- كأس العالم (1): 2006

 إيطاليا للشباب
- ألعاب البحر الأبيض (تحت 23 سنة) (1): 1997
- بطولة أوروبا تحت 21 سنة (1): 1996

### الفردية

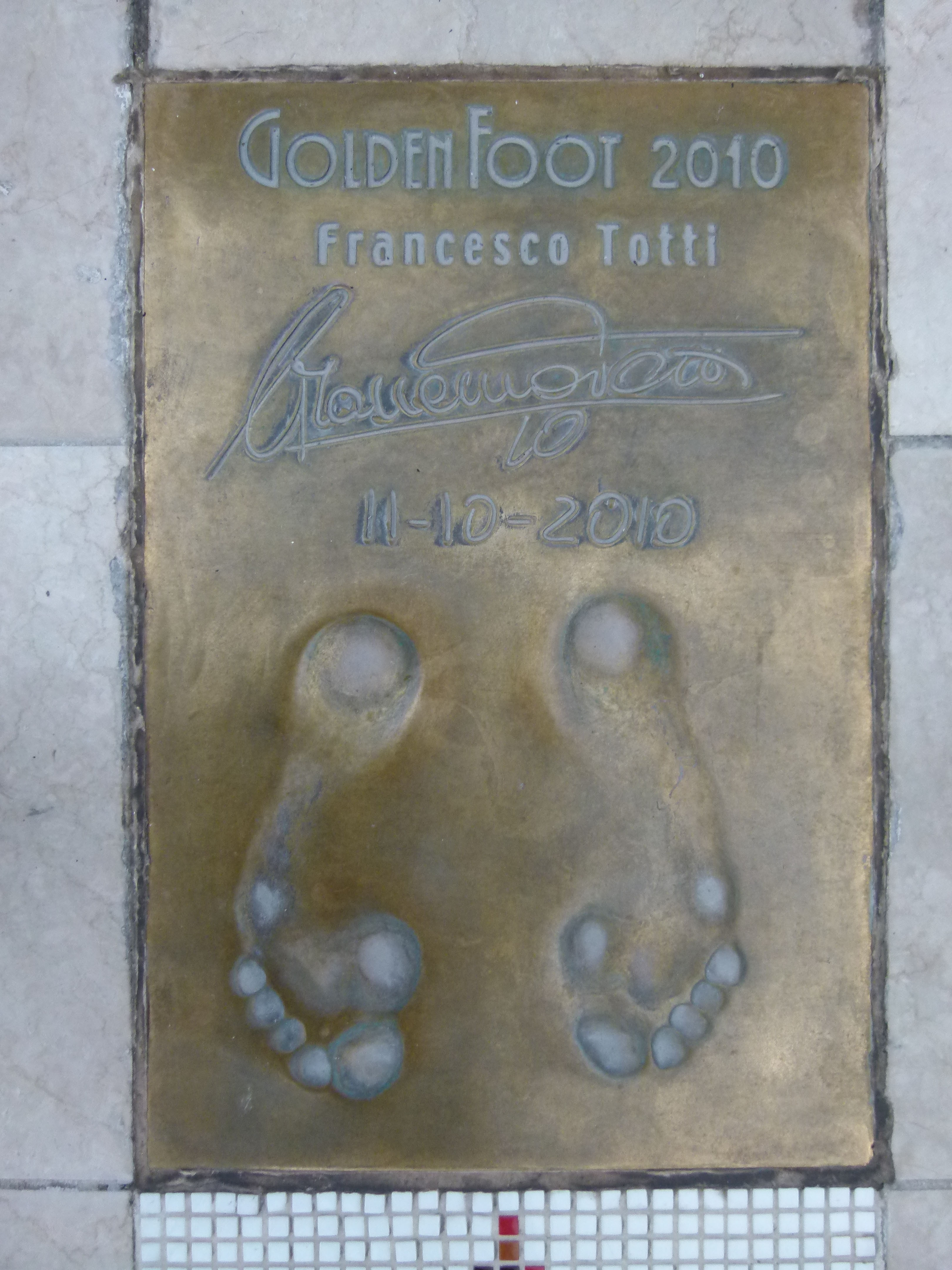
نسخة فرانشيسكو توتي الفائز بجائزة القدم الذهبية في عام 2010.

- جائزة غورين الذهبية (2): 1998، 2004[33]
- جائزة أفضل لاعب شاب في الدوري الإيطالي: 1999[34]
- نهائي بطولة أمم أوروبا 2000: رجل المباراة[35]
- بطولة أمم أوروبا 2000: فريق البطولة[36]
- جائزة لاعب العام في الدوري الإيطالي (2): 2000، 2003[33]
- جائزة لاعب العام الإيطالي (5): 2000، 2001، 2003، 2004، 2007[37]
- تشكيلة العام من قبل وسائل الإعلام الرياضية الأوروبية (3): 2000–01، 2003–04، 2006–07[38]
- أفضل 125 لاعب كرة قدم حي[39]
- جائزة هدف العام في الدوري الإيطالي (2): 2005، 2006[37]
- كأس العالم 2006 فريق كل النجوم[40]
- كأس العالم 2006: أفضل مُمرّر[41]
- الدوري الإيطالي الدرجة الأولى أفضل مُمرّر: 1998–99،[42] 2006–07[43] 2013–14[44]
- هداف الدوري الإيطالي (1): 2006–07[45]
- جائزة الحذاء الذهبي الأوروبي (1): 2006–07[46]
- جائزة الأوسكار لأفضل هداف في الدوري الإيطالي (1): 2007[47]
- الكرة الفضية (1): 2007–08[48]
- جائزة القدم الذهبية (1): 2010[49]
- غايتانو شيريا (1): 2014[50]
- غايتانو شيريا (1): 2014[51]
- بطولة أوروبا تحت 21 سنة أفضل فريق في تاري البطولة: 2015[52]
- قاعة المشاهير في روما: فئة عام 2017[53]
- جائزة رئيس الاتحاد الأوروبي لكرة القدم (1): 2017[54][55]
- جوائز جازيتا الرياضية أسطورة: 2017[56]
- جوائز جلوب سوكر جائزة مسيرة لاعب: 2017[57]
- جائزة لوريوس العالمية (1): 2018[58]
- حفل ديل كالتشيو جائزة المسيرة: 2018[59]

## وصلات خارجية
- فرانشيسكو توتي على موقع IMDb (الإنجليزية)
- فرانشيسكو توتي على موقع ميوزك برينز (الإنجليزية)
- فرانشيسكو توتي على موقع ديسكوغز (الإنجليزية)

- فرانشيسكو توتي على موقع الاتحاد الدولي (مؤرشف)  (الإنجليزية)
- فرانشيسكو توتي على موقع الاتحاد الأوربي (الإنجليزية)
- فرانشيسكو توتي على موقع إي إس بي إن إف سي (الإنجليزية)
- فرانشيسكو توتي على موقع قاعدة بيانات كرة القدم.إي يو (الإنجليزية)
- فرانشيسكو توتي على موقع ليكيب (الفرنسية)
- فرانشيسكو توتي على موقع ناشيونال فوتبول تيمز (الإنجليزية)
- فرانشيسكو توتي على موقع Soccerbase.com (لاعب) (الإنجليزية)
- فرانشيسكو توتي على موقع Soccerway.com (الإنجليزية)
- فرانشيسكو توتي على موقع عالم كرة القدم.نت (الإنجليزية)
- فرانشيسكو توتي على موقع AS.com (الإسبانية)